# 土屋堅一
土屋 堅一（つちや けんいち、1967年 - ）は、日本のアニメーター、キャラクターデザイナー。アンサー・スタジオ所属。神奈川県出身。

## 経歴
東京デザイナー学院卒業。スタジオあんなぷる、ウォルト・ディズニー・アニメーション・ジャパンを経て、アンサー・スタジオに所属。
2011年『星を追う子ども』以降、新海誠監督作品などで活躍。『言の葉の庭』『大成建設CMシリーズ』では、キャラクターデザイン・作画監督を手がけた。

## 参加作品

### テレビアニメ
1993年
- リトルマーメイド（原画）

1994年
- アラジン ジャファーの逆襲（原画）

1996年
- アラジン完結編 盗賊王の伝説（原画）

1997年
- くまのプーさん クリストファー・ロビンを探せ!（原画）

1998年
- ポカホンタスII/イングランドへの旅立ち（原画）

2002年
- ノートルダムの鐘II（原画）

2003年
- 101匹わんちゃんII パッチのはじめての冒険（原画）
- 「メリー・ポピンズ」スピンオフ作品『王様と猫』（原画）

2009年
- ジャングル大帝（原画）

2010年
- バットマン:アンダー・ザ・レッドフード (アニメ)（原画）
- ルパン三世 the Last Job（原画）

2011年
- 大人女子のアニメタイム「川面を滑る風」（作画監督）

2018年
- ルパン三世 PART5（原画）

2025年
- アン・シャーリー（キャラクターデザイン・原画）

### 劇場アニメ
2000年
- ティガー・ムービー プーさんの贈りもの（原画）

2003年
- くまのプーさん 完全保存版II ピグレット・ムービー（原画）

2004年
- ムーラン2（原画）

2005年
- くまのプーさん ザ・ムービー/はじめまして、ランピー!（原画）

2009年
- 装甲騎兵ボトムズ ペールゼン・ファイルズ（原画）
- それいけ!アンパンマン だだんだんとふたごの星（原画）

2011年
- 星を追う子ども（作画監督〈共同〉・原画）
- 名探偵コナン 沈黙の15分（原画）
- 劇場版イナズマイレブンGO 究極の絆 グリフォン（作画監督〈共同〉・原画）

2012年
- ぷかぷかジュジュ（原画）

2013年
- 言の葉の庭（キャラクターデザイン・作画監督）
- それいけ!アンパンマン とばせ! 希望のハンカチ（原画）

2016年
- 君の名は。（作画監督〈共同〉・原画）

2019年
- 天気の子（原画）

2022年
- すずめの戸締まり（作画監督・原画・プロップ設定〈共同〉）

### CM
2011年
- 大成建設テレビCM「ボスポラス海峡」篇（キャラクターデザイン・作画監督）

2013年
- 大成建設テレビCM「スリランカ高速道路」篇（キャラクターデザイン・作画監督）

2014年
- 大成建設テレビCM「ベトナム・ノイバイ空港」篇（キャラクターデザイン・作画監督）

2018年
- 大成建設テレビCM「シンガポール」篇（キャラクターデザイン・作画監督）